# Szkoła Podstawowa nr 15 im. Jana III Sobieskiego w Raciborzu

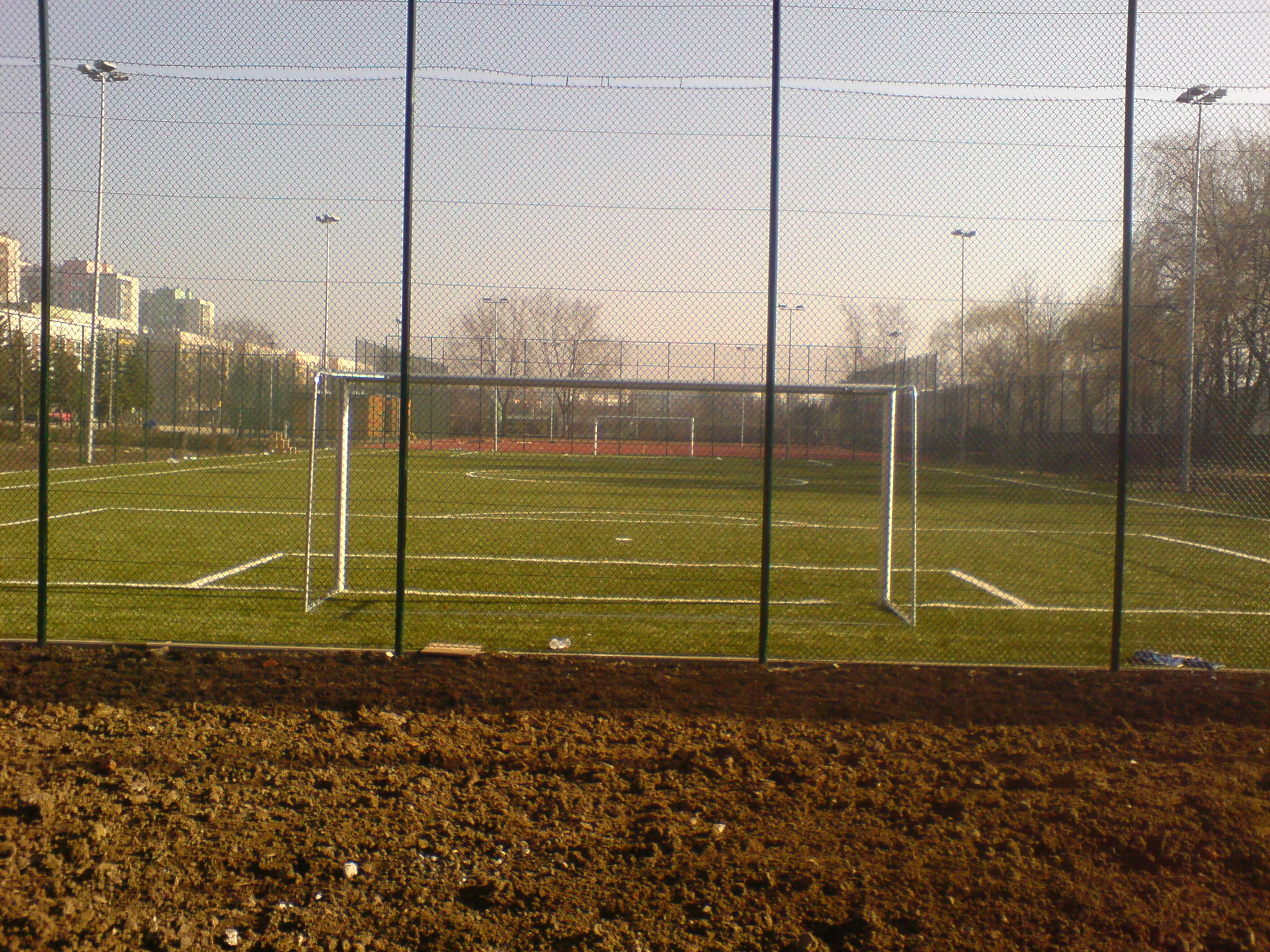
Orlik 2012 przy SP 15 w Raciborzu

Szkoła Podstawowa nr 15 im. Jana III Sobieskiego w Raciborzu – założona w 1983 roku placówka edukacyjna.
Pierwszym dyrektorem został mgr Edmund Stefaniak, a patronem obrano Jana III Sobieskiego, którego wojska obozowały w tym miejscu 300 lat wcześniej. W 1990 dyrektor mgr Danuta Dradrach przyjęła sztandar jako symbol dumy szkoły. W 1997 odśpiewano po raz pierwszy hymn, a we wrześniu 1998 uchwalono kodeks szkoły.
W latach 2003–2005 szkoła nosiła przedrostek "Sportowa". 1 września 2006 szkoła połączyła się z SP 11, na uroczystości prowadzonej przez Michała Świecha był obecny wiceprezydent Mirosław Szypowski i po uroczystym powitaniu szkoły oficjalnie się połączyły.
Szkoła jest utytułowana sportowo (wiele medali mistrzostw Polski, województwa i pucharów prezydenta miasta), matematycznie (puchary prezydenta miasta) i humanistycznie (zwycięstwa i awanse do finałów krajowych i wojewódzkich). We wrześniu 2008 roku rozpoczęto również budowę kompleksu boisk sportowych w ramach projektu Orlik 2012.

## Dyrektorzy
- 1983–1988 – mgr Edmund Stefaniak
- 1988–1993 – mgr Danuta Dradrach
- 1993–1998 – mgr Mirosław Lenk
- 1998–2003 – mgr Dorota Lachowicz
- od 2003 – mgr Andrzej Ciesielski

## Kalendarium
- 1983 – Otwarcie szkoły, dyrektorem zostaje Edmund Stefaniak,
- 1988 – dyrektorem zostaje Danuta Dradrach,
- 1990 – przyjęto sztandar szkolny,
- 1993 – dyrektorem zostaje Mirosław Lenk,
- 1997 – odśpiewano po raz pierwszy hymn szkoły,
- 1998 – dyrektorem zostaje Dorota Lachowicz,uchwalono kodeks szkoły,
- 2003 – dyrektorem zostaje Andrzej Ciesielski,
- 2006 – połączono szkołę nr 11 i sportową szkołę nr 15 w szkołę nr 15 z oddziałami sportowymi, szkoła przystąpiła do projektu Socrates Comenius (współpraca ze szkołami z Francji, Holandii i Wielkiej Brytanii).

## Znani absolwenci
| - Ryszard Wolny – złoty medalista olimpijski z IO 1996 w Atlancie - Artur Paczyński – wicemistrz Europy w pływaniu - Katarzyna Dembniak – 3 na mistrzostwach polski w pływaniu (200 m w stylu zmiennym) |  | - Katarzyna Dulian – rekordzistka Polski oraz srebrna medalistka ME 2005 w pływaniu na 200 m stylem klasycznym - Artur Noga – mistrz Świata i Europy juniorów oraz piąty zawodnik IO 2008 w Pekinie w biegu na 110 metrów przez płotki - Paweł Dembniak |

## Znani dyrektorzy
- Mirosław Lenk – w latach 1999–2002 wiceprezydent Raciborza, w 2002 kandydat na urząd prezydenta Raciborza, a od 2006 prezydent